# Danis Barna
 Danis Barna (1944 – 2017. április 1. vagy előtte) magyar fotóriporter, fotóművész.

## Élete
Szerszámkészítő az eredeti szakmája. Az általános iskola elvégzése utón szakmát tanult. Először a Telefongyárban, majd Angyalföldön, a Forgácsolószerszámok Gyárában dolgozott. A fényképezés mindig érdekelte, lelkes amatőr fotós volt, később áttért a filmezésre. Két évig vezette a kőbányai Pataky István Művelődési Ház amatőrfilmes klubját. 1969-ben három filmet készítettek, mind a három díjat nyert.  Amatőr korában 1800 forintos Zenit géppel kezdte a fotózást.
1973 óta az MTI riport-dokumentum rovatánál dolgozott. Csaknem minden napilap, számos hetilap közölte fotóit, címlapjait, de a divatfotózás is érdekelte. 
Az egyik diája díjat nyert 1976 decemberében a Magyar Újságírók Országos Szövetsége által meghirdetett „Az év képe" pályázaton. Más pályázatokon is sikert aratott, megkapta az Ezüstgerely díjat.
Dolgozott a Képes Sportnál, a Nők Lapjánál, az Ez a Divatnál, az MTI-ben és a Nemzeti Sportnál, sok éven át szabadúszóként, fényképezte az Alba Volán hokisait és a Videoton futballistáit is. A sajtófotó-pályázati sikerek mellett megkapta a sportújságíró-társadalom legrangosabb kitüntetését, az MSÚSZ életműdíját, míg a MOB Médiadíjjal ismerte el munkásságát. Két gyermek édesapja.

## Könyvek
Danis Barna: Ó, Azok a '70-es Évek